# Tomoo Amino
Tomoo Amino (網野友雄, Amino Tomoo), né le 25 septembre 1980, à Akiruno, dans la préfecture de Tokyo, au Japon, est un joueur japonais de basket-ball. Il évolue aux postes d'arrière et d'ailier.